# Eugène-Casimir Villatte

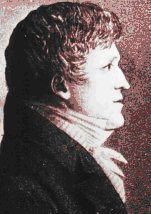
Eugène Casimir Villatte

Eugène-Casimir Villatte (* 14. April 1770 in Longwy; † 14. Mai 1834 in Nancy) war ein französischer Général de division der Infanterie. 

## Leben
Villatte kam als Kadett in die königliche Armee und konnte sich schon bald durch Mut und Tapferkeit auszeichnen. Zu Beginn der Revolution war er bereits Sous-lieutenant und 1795 kam er als Aide-de-camp von Marschall Jean-Baptiste Bernadotte in dessen Stab. 
1803 wurde Villatte zum Général de brigade befördert und gehörte zum Stab von Marschall Michel Ney. Als solcher kämpfte er u. a.  bei Ulm (16./19. Oktober 1805). 
Unter Führung von Louis-Nicolas Davout nahm er an den Kämpfen bei Jena (14. Oktober 1806) teil und unter Joachim Murat kämpfte er bei Lübeck (6. November 1806). An den Kämpfen vor Preußisch Eylau (7./8. Februar 1807) und Guttstadt-Deppen (5./6. Juni 1807) stand er wieder in Murats Stab. 
Nach weiteren Beförderungen half Villatte ab November 1808 mit, in Spanien die Napoleonische Politik durchzusetzen. Unter Führung von Marschall Claude-Victor Perrin gen. Victor kämpfte er bei Valmaseda (5. November 1808) und Schlacht bei Espinosa de los Monteros (10./11. November 1808). Er nahm an den Kämpfen bei Uclés (13. Januar 1809), Medellin (28. März 1809), Talavera (27./28. Juli 1809) und Ocaña (19. November 1809) teil. 
Unter Führung von Maréchal de France Nicolas Jean-de-Dieu Soult kämpfte er vor Badajoz (März/April 1812) und Vitoria (21. März 1813). In der Schlacht in den Pyrenäen (Juli/August 1813) zeigte er sich ebenso tapfer wie in den Schlachten am Bidassoa (7. Oktober 1813), am Nivelle (10. November 1813) und bei Nive (9./13. Dezember 1813). 
Nach den Schlachten bei Orthez (27. Februar 1814) und bei Toulouse (10. April 1814) konnte Villatte wieder nach Frankreich zurückkehren. 
Nach der Schlacht bei Paris (30. März 1814) und der Abdankung Napoleons (→Vertrag von Fontainebleau) wurde Villatte zum Anhänger von König Ludwig XVIII. Auch während Napoleons „Herrschaft der Hundert Tage“ blieb er ein treuer Parteigänger der Bourbonen. Während der Restauration fungierte er u. a. als Generalinspekteur der Infanterie. Nach der Julirevolution von 1830 legte Villatte alle seine Ämter nieder und ließ sich in Nancy nieder. Er starb vier Wochen nach seinem 64. Geburtstag am 14. Mai 1834 und fand auf dem dortigen Friedhof seine letzte Ruhestätte.

## Ehrungen
- Großkreuz der Ehrenlegion
- Comte de l’Émpire
- Sein Name findet sich am nördlichen Pfeiler (2. Spalte) des Triumphbogens am Place Charles-de-Gaulle (Paris).